# Uppinangady

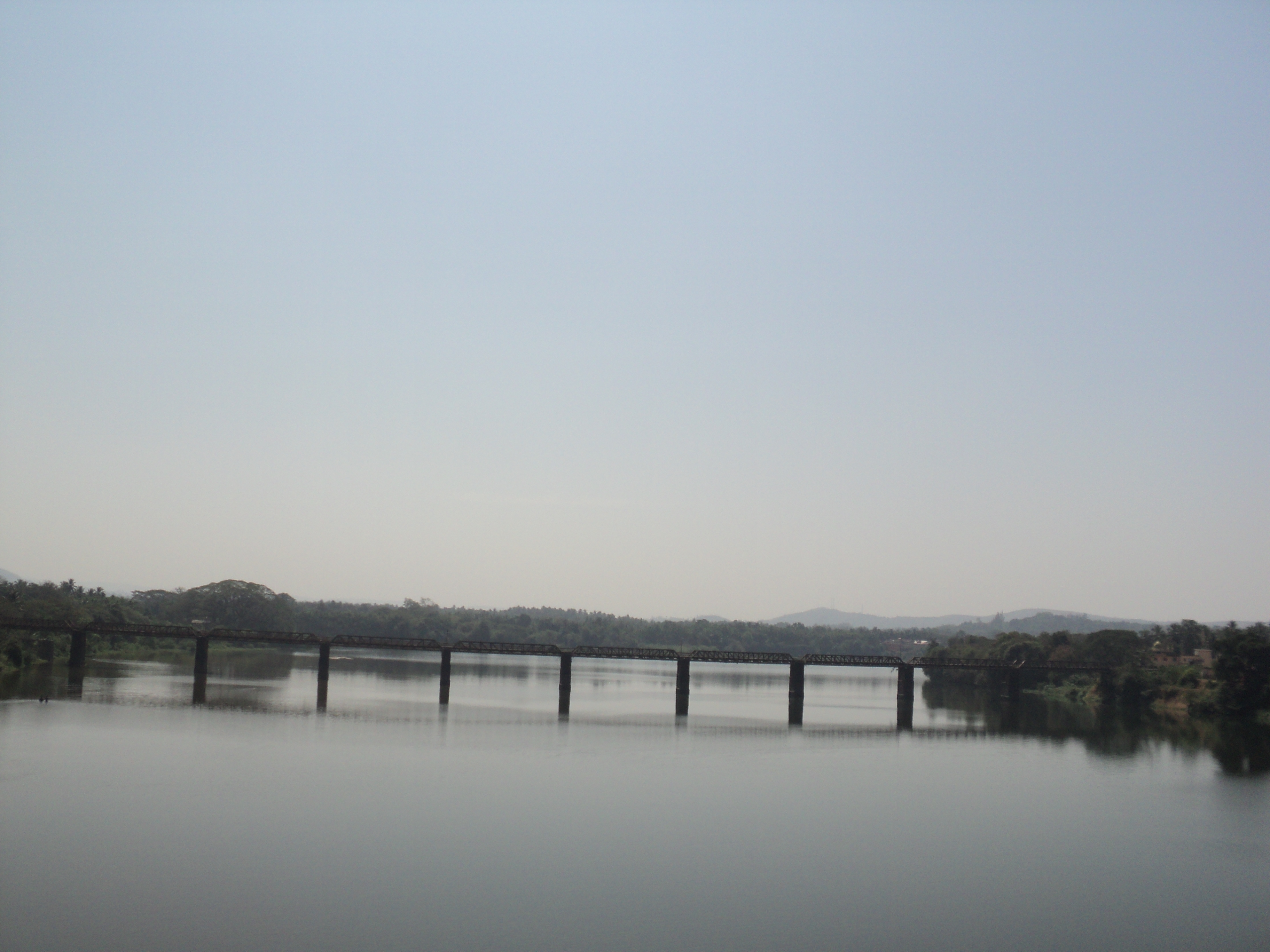
Nethravathi River in Uppina Angadi

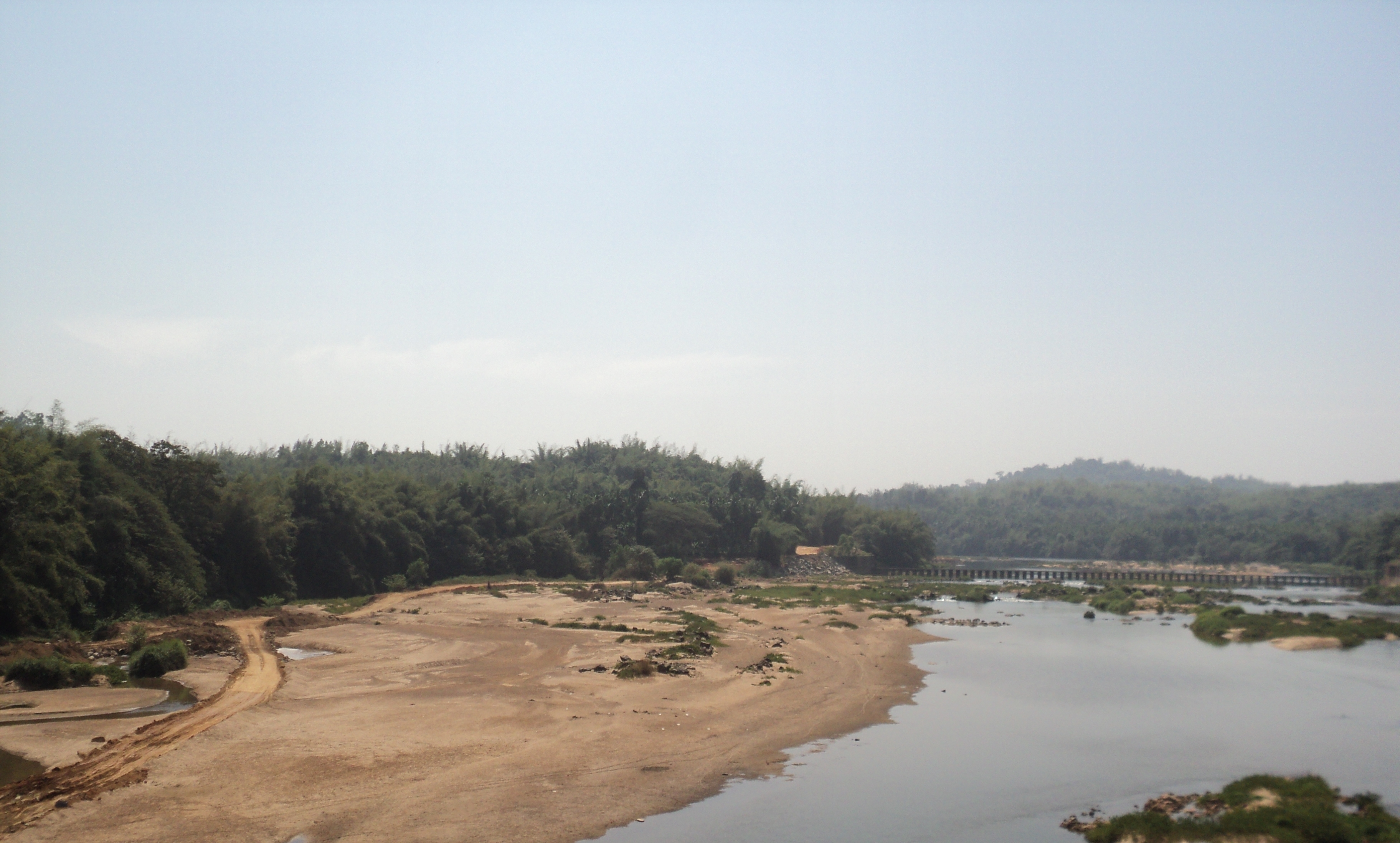
Kumaradhara River in Uppina Angadi

Uppinangady hay Ubar là một thị trấn thuộc huyện Dakshina Kannada, bang Karnataka, Ấn Độ.